# William Evans Bruner
William Evans Bruner (auch William E. Bruner, * 8. Januar 1866 in Columbia, Lancaster County, Pennsylvania; † 3. September 1964 in Cleveland, Cuyahoga County, Ohio) war ein US-amerikanischer Augenarzt.

## Leben

### Familie und Ausbildung
Der aus dem im Lancaster County im Bundesstaat Pennsylvania gelegenen Borough Columbia stammende William Evans Bruner, Sohn des Holzkaufmanns Abram Bruner sowie dessen Ehegattin Sarah Jane Breneman, absolvierte das Dickinson College in Carlisle. Im Anschluss widmete er sich dem Studium der Medizin an der Wesleyan University in Middletown im Bundesstaat Connecticut und an der School of Medicine an der University of Pennsylvania in Philadelphia, 1888 erwarb er den akademischen Grad eines Bachelor of Arts, 1891 mit Auszeichnung jenen eines Master of Arts an der Wesleyan University, 1891 erfolgte seine Promotion zum Doctor of Medicine (M.D.) an der University of Pennsylvania. Seine daran anschließende Ausbildung zum Facharzt für Augenheilkunde erhielt er bei Dr. George Edmund de Schweinitz an der Philadelphia Polyclinic sowie am Jefferson Medical College.
William Evans Bruner heiratete am 18. Februar 1897 in Columbia die im Frühjahr 1941 verstorbene Lydia Clark. Dieser Verbindung entstammten die Söhne William Evans junior (1901–1903) sowie Clark Evans (1910–2004). Der in Cleveland im Shaker Boulevard residierende Bruner verstarb im Spätsommer 1964 in seinem 99. Lebensjahr. Er wurde auf dem Lake View Cemetery beigesetzt.

### Beruflicher Werdegang
Williams Evans Bruner bekleidete nach dem Studienabschluss eine Assistentenstelle an der Philadelphia Polyclinic, parallel dazu war er am Philadelphia General Hospital eingesetzt. Im Juli 1894 übersiedelte Bruner nach Cleveland, dort eröffnete er eine Augenarztpraxis, welche er seit 1914 im Guardian Building leitete. Zusätzlich verfolgte er in der Position eines Clinical Assistant in Ophthalmology eine universitäre Karriere an der Western Reserve University, 1912 wurde er zum Clinical Professor, 1915 zum Professor of Ophthalmology und Leiter des gleichnamigen Departments befördert, 1936 wurde er emeritiert. Überdies wirkte er als Visiting Ophthalmologist am St. Vincent’s Hospital und am Lakeside Hospital sowie als Consulting Ophthalmologist am Rainbow Hospital und an den Maternity Hospitals. Im Ersten Weltkrieg diente Bruner im Majorsrang im Medical Corps der Army.
Williams Evans Bruner, der zu den führenden Augenärzten der Vereinigten Staaten seiner Zeit zählt, hielt Mitgliedschaften in der American Ophthalmological Society, der American Medical Association, der American Academy of Ophthalmology and Otolaryngology, der Cleveland Academy of Medicine, der Cleveland Medical Library Association, welcher er von 1920 bis 1922 als President vorstand, der Phi Beta Kappa, der Alpha Delta Phi und der Sigma Nu inne. Bruner, Associate Editor des American Journal of Ophthalmology sowie der Annals of Ophthalmology, wurde 1928 die Ehrendoktorwürde der Wesleyan University verliehen.

## Schriften
- zusammen mit Solomon Solis-Cohen: A Case of Uremia in an Alcoholic Patient with Visceral Complications successfully treated by venesection, diaphoresis and nitro-glycerine, in: The Medical news, Henry C. Lea's Son & Co., Philadelphia, 1893
- Hereditary Optic Atrophy with x-Ray Findings, in: Transactions of the American Ophthalmological Society. : volume XIII, (Pt 1), Johnson Printing, Rochester, Minn., 1922, S. 162–174.
- DR. BENJAMIN L. MILLIKIN, in: Transactions of the American Ophthalmological Society. : volume XIV, Johnson Printing, Rochester, Minn., 1922, S. 428.2–432.
- Preliminary Capsulotomy in Immature Cataract, in: Journal of the American Medical Association. volume XVII, number 5, American Medical Association, Chicago, 1916, S. 351–356.
- A Case of Pituitary Body Disease with Reference to the Effects of Early Operation, in: Transactions of the American Ophthalmological Society. : volume XVI, Johnson Printing, Rochester, Minn., 1922, S. 632–638.
- Need of Protecting the Eyes in Our Industrial Schools as Illustrated by a Case, in: Transactions of the American Ophthalmological Society. : volume XX, Johnson Printing, Rochester, Minn., 1922, S. 286–291.
- Non-shatterable glass in spectacles, in: Publication (National Society for the Prevention of Blindness), 127., National Society for the Prevention of Blindness, New York, N.Y., 1933
- Errors in Diagnosis of Intra-Ocular Tumors, Suspected or Real, in: Transactions of the American Ophthalmological Society. : volume XXXXII, Johnson Printing, Rochester, Minn., 1944, S. 170–181.